# Los idus de marzo (novela de Valerio Massimo Manfredi)

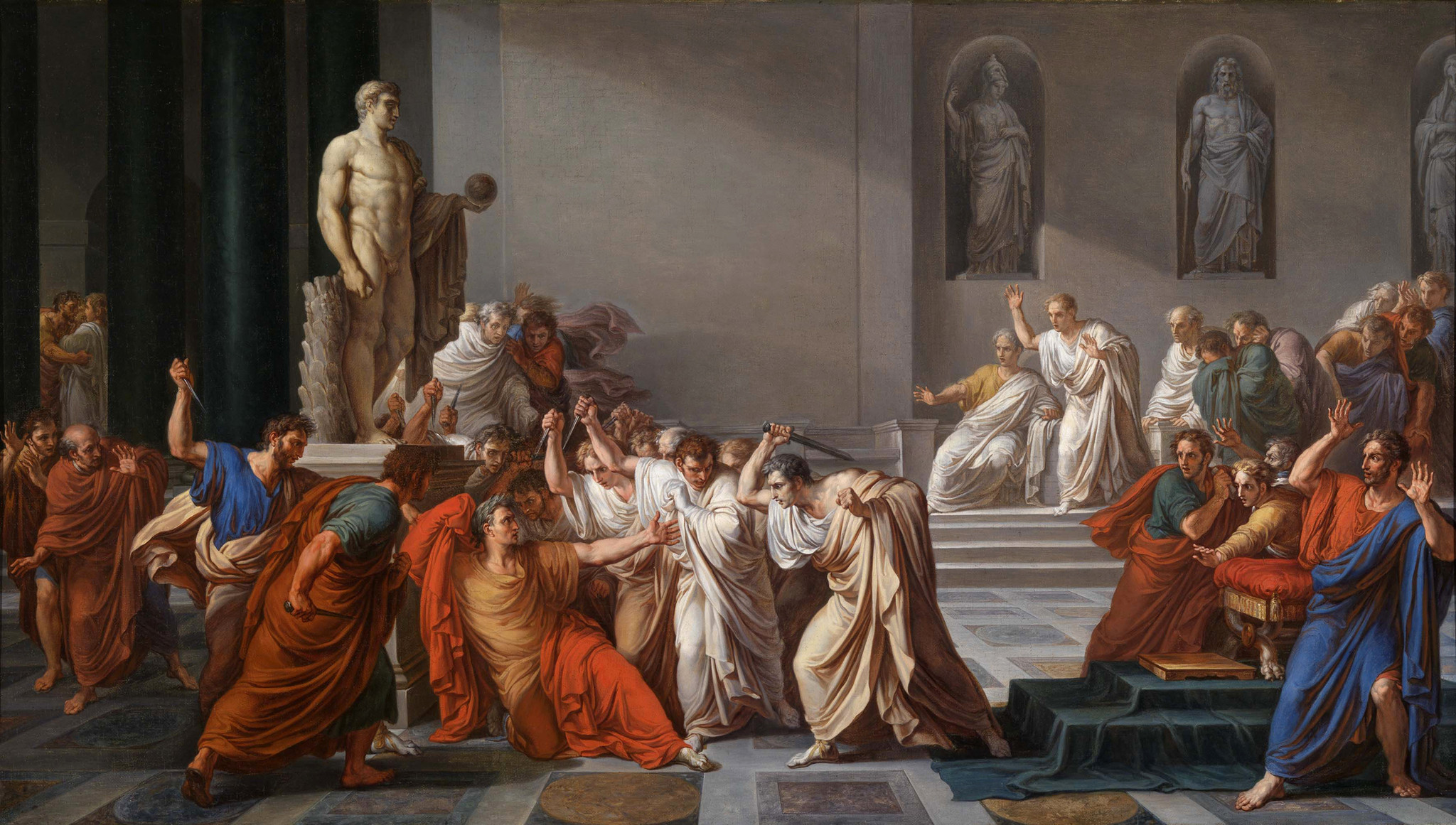
La muerte de Julio César

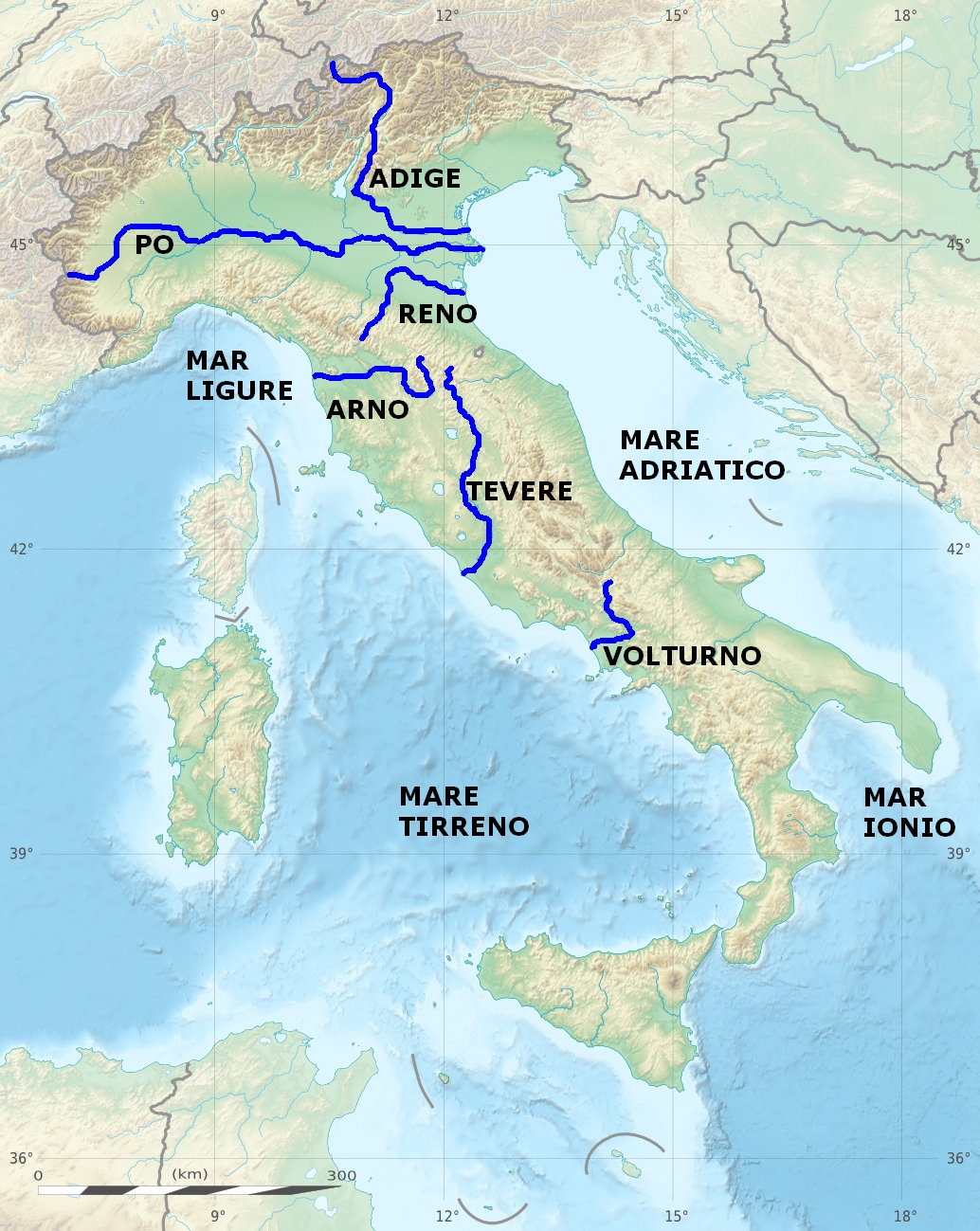
Mayores ríos de Italia

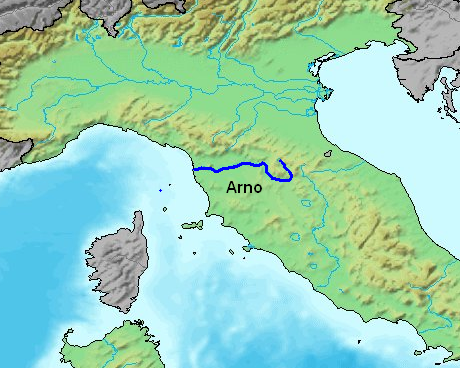
Río Arno

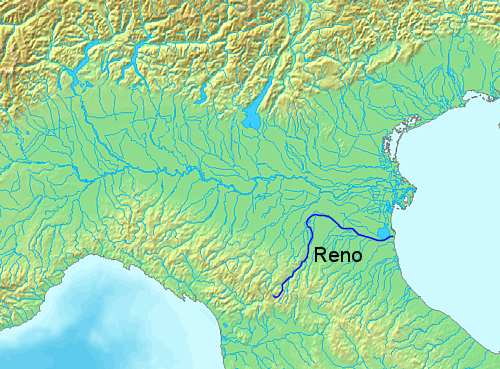
Río Reno

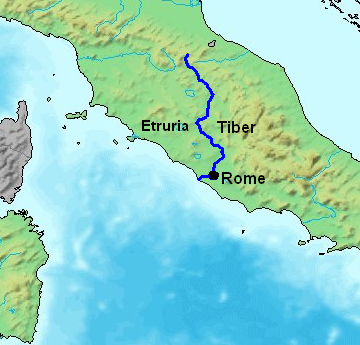
El río Tíber

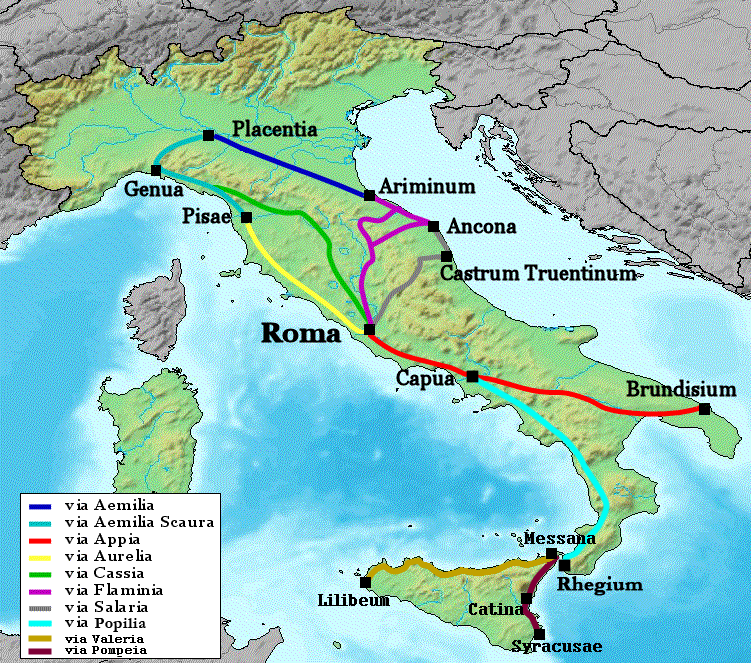
Calzadas romanas en Italia.

Las siete colinas de Roma

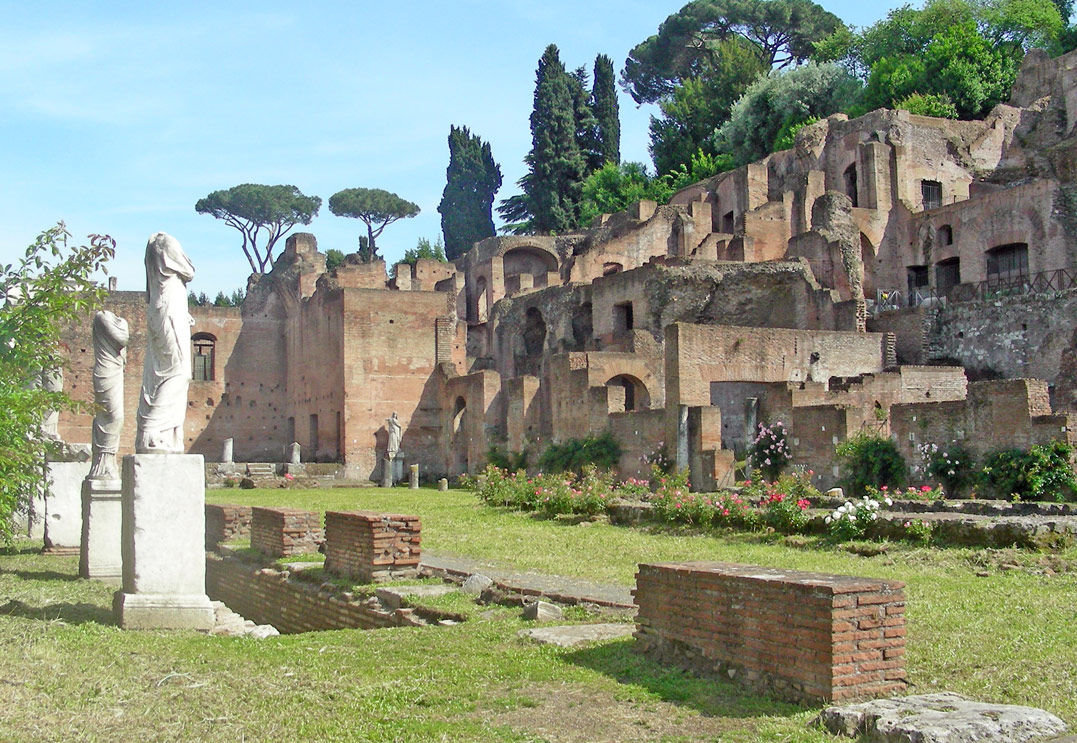
Casa de las Vestales

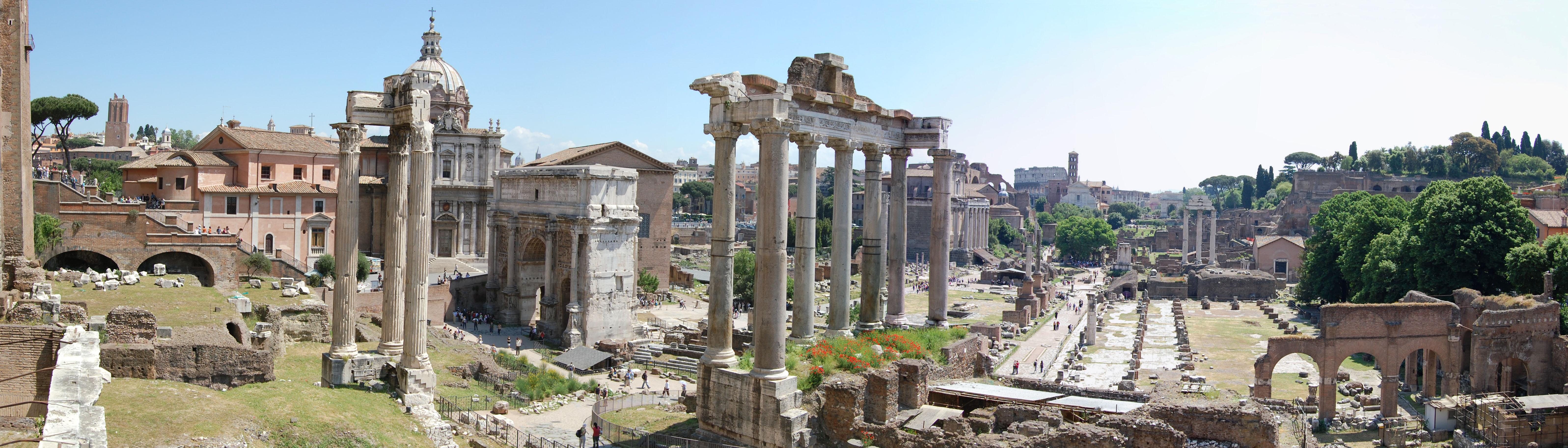
El Foro

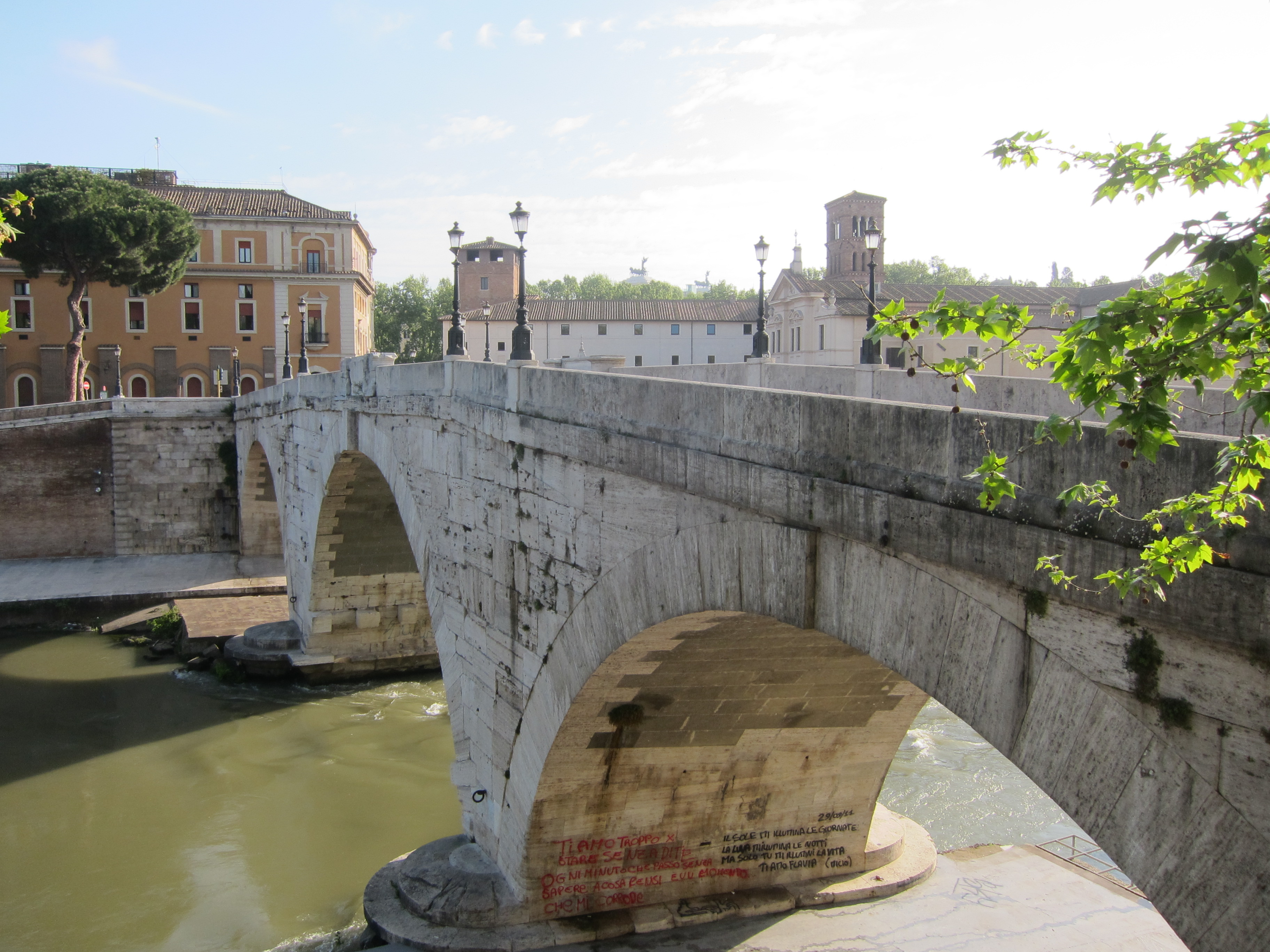
Puente sobre el río Tíber en Roma

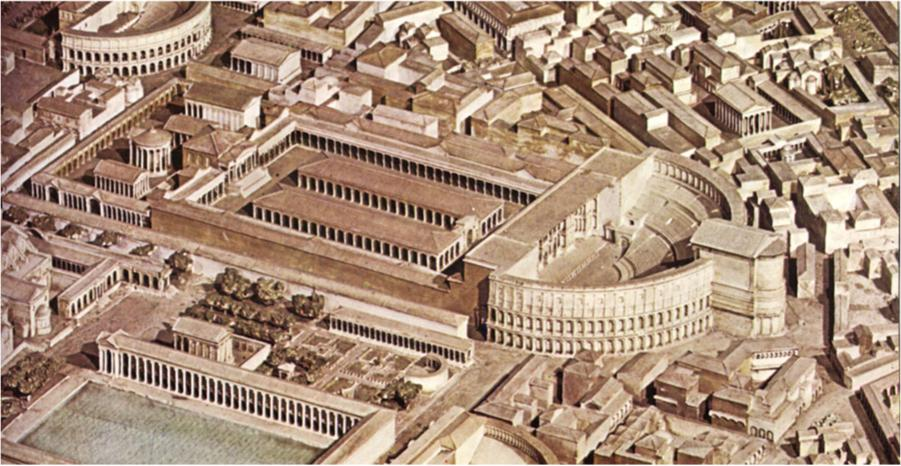
La curia de Pompeyo en Roma

Los idus de marzo  es una novela histórica escrita por el novelista italiano Valerio Massimo Manfredi y editada por primera vez en 2007.  Es la historia novelada del asesinato a traición de Julio César que tuvo lugar en Roma el 15 de marzo del año 44 a. C.
Está ambientada en la Roma de ese año y en el territorio que había entre las ciudades de Módena y Roma, pasando por los Apeninos, recorriendo los cauces de los ríos Reno, Arno y Tíber y las vías Sacra, Emilia, Cassia, Flaminia y Etrusca vieja. La novela relata los hechos que acontecieron desde ocho días antes del asesinato de César.

## Ambientación
Relata los ocho días anteriores a los idus de marzo del año 44 a. C. y transcurre en el territorio que abarca desde la Galia Cisalpina hasta Roma. Muestra los itinerarios seguidos en la persecución de Publio Sextio pasando por puntos de enlace de nombres imaginarios pues el sistema de correos del imperio, llamado cursus publicus, fue creado por Augusto años más tarde, pero se supone que sí existían las estructuras básicas como mansio (parada oficial), mutatio (posta), taberna (hostería) y caupona (posada).

### Principales lugares de Roma
Después del Epílogo, Massimo enumera los principales lugares de Roma:
- Campo de Marte, zona al noroeste de la ciudad fuera del territorio metropolitano. Pompeyo hizo construir en él un teatro y la curia en la que fue asesinado Julio César.
- Curia de Pompeyo, sede provisional del Senado. En ella se celebró la sesión del Senado de los idus de marzo de 44 a. C.
- Domus Publica, era la residencia del pontífice máximo y se alzaba en las cercanías de la Regia. La Regia era sobre todo el lugar en el que se celebraban las funciones sacerdotales.
- Foro, era el corazón político, económico y religioso de la ciudad, el lugar que custodiaba lo más antiguos recuerdos de sus orígenes. Al foro se asomaban las grandes basílicas, la casa de las vestales y los Rostros, o sea, la gran tribuna desde la cual hablaban los oradores.
- Isla Tiberina, es una isla aluvional en el río Tíber, unida con tierra firme por dos puentes, el Cestio y el Sublicio. En 290 a. C. se construyó en ella un templo consagrado a Esculapio, dios de la medicina, a raíz del azote de una peste.
- La casa de las vestales, residencia de las vírgenes vestales y de la virgen vestal máxima, encargada de la custodia del fuego sagrado en el templo circular de Vesta. Estaba situada entre la vía Sacra y la vía Nova, que discurría al pie del Palatino.
- Prisión del Tuliano (posteriormente Mamertina), la más antigua cárcel de Roma, excavada en las pendientes surorientales de la colina del Capitolio.
- Puente Fabricio, construido en 62 a. C., es el puente de mampostería más antiguo de Roma y que une todavía hoy la orilla izquierda del Tíber con la isla Tiberina.
- Puerto de Ostia, Nacido probablemente en el siglo IV a. C., habría sido fundado, según la tradición, por Anco Marcio. Era el emporio de Roma y su puerto.
- Templo de Diana, en Roma, los templos de Diana eran varios, el más famoso de los cuales se alzaba en el Aventino. En el que en la novela, se desarrolla el encuentro entre César y Servilia está en la zona del circo Flaminio, en el Campo de Marte.
- Templo de Júpiter Óptimo Máximo (Capitolio), tal vez el más antiguo santuario de Roma, se alzaba en el Capitolio y fue construido durante la edad de los reyes tarquinos, dedicado a la triada capitolina (Júpiter, Juno, Minerva).
- Templo de Portuno, puede verse aún a la derecha de la vía del Teatro de Marcelo, antes de llegar a Santa María in Cosmedin.
- Templo de Saturno, era junto con el de Júpiter Capitolino, el más antiguo de Roma. Comenzado ya en la época de los reyes, fue inaugurado a comienzos del siglo V a. C.
- Templo de Venus Genitrix, mandado a construir por Julio César en su foro, representaba el santuario dedicado a la mítica progenitora de la gens Julia, que se consideraba descendiente de Lulo, hijo de Eneas, a su vez hijo de Venus. El valor propagandístico era evidente: César era el nuevo padre de la patris, igual que Eneas lo había sido de la primigenia.
- Vía Sacra, era la vía que iba de la Velia, donde residía el rex sacrorum, hasta la Regia. De aquí continuaba hasta el templo de Saturno, donde enlazaba con el Clivo Capitolino.
- Vico Jugario, era la vía que, partiendo del Tíber, desembocaba en el foro pasando por entre el templo de Saturno y la basílica Julia.
- Villa de César al otro lado del Tíber, no se sabe a ciencia cierta si se encontraba allí, pero se presume que estaba en la actual zona del Transvere, en dirección a Ostia. En el interior se alzaba la villa en la que se hospedó Cleopatra. La villa de Antonio no debía estar a mucha distancia, probablemente en el Janículo.

## Personajes
Listados según van apareciendo en la novela. Algunos son personajes reales y conocidos otros son imaginarios.
- Calpurnia: Última esposa de Julio César. 33 años de edad. Conservaba la gracia de la muchacha de campo. Sensata y de carácter. Intachable.

- Antistio: Médico de Julio César. Hizo la autopsia del cuerpo de César certificando que de las veintitrés puñaladas solo una fue mortal, la segunda.

- Silio Salvidieno: Ayudante de campo de César. Centurión de la Décima legión, veterano con veinte años de servicio, pelo entrecano, ojos oscuros, húmedos e inquietos, cuello de toro.

- Julio César: Pontífice máximo, dictador perpetuo. Sufría ataques de epilepsia. Le preocupaba que tuviera un ataque en público. Tenía 56 años de edad. Deseaba emprender una expedición hacia el oriente contra los partos.

- Publio Sextio llamado el Báculo: Héroe de guerra. El soldado más valeroso de la República. En el triunfo celebrado por César en Roma había desfilado con el torso denudo para mostrar como condecoraciones las cicatrices que surcaban su pecho. Centurión de más alta graduación de la Duodécima legión. César confiaba a ciegas en él. Enviado en comisión a la Galia Cisalpina. Módena.

- Nebula: Informante de Publio Sextio en Módena. Recibió de Publio cinco mil ases por la información proporcionada con la promesa de enviarle otros cinco mil cuando llegase a Roma. Posteriormente Nebula le vendió copia del itinerario de Publio a un Contacto partidario de Pompeyo en otros diez mil ases. Sin escrúpulos le vende información a quien le pague más.

- Mustela: Contacto de Nebula. Veterano de la guerra civil que había militado con Pompeyo. Brazos llenos de cicatrices. Nébula le vendió el itinerario de Publio Sextio en diez mil ases.

- El Descargador: Centurión. Agente de los cesarianos. Cuerpo de luchador, pelo muy corto, barba de varios días, cejas pobladas y juntas. Manos grandes, como palas. Vestía una túnica polvorienta ceñida con un cinturón de tachuelas.

- Rufo: 30 años de edad, de rasgos celtas, alto, macizo de pelo fino y largo, ojos azules.

- Vibio: 30 años de edad, oriundo de sur, estatura mediana, cabello oscuro y liso, ojos negros, inquietos.

- Marco Tulio Cicerón: De gran prestigio cultural, famoso orador. Defensor del sistema republicano.

- Tito Pomponio Ático: amigo de Cicerón, es un hombre que ha decidido abandonar la política por el resto de su vida y retirase a una vida muy privada.

- Marco Antonio: Cónsul junto con César en el 44 a. C. Partidario de César, trataron de implicarlo en la conjura contra César, lo que rechazó, pero mantuvo el secreto. Su comportamiento fue ambiguo. Durante el asesinato de César fue mantenido fuera del Senado por Gayo Trebonio.

- Marco Tulio Tiro: Secretario de Cicerón. Tenía 59 años de edad, casi calvo, poco cojo, sufría de artrosis en la cadera derecha. Había sido esclavo y Cicerón lo había liberado. Había inventado un sistema taquigráfico

- Cleopatra VII: Reina de Egipto. Rasgos exóticos, fascinante, cuerpo perfecto. Seductora y de gran capacidad política. Hospedada junto con su hijo Tolomeo César en la villa de César en la otra orilla del Tíber.

- Porcia: Hija de Catón. Esposa de Marco Junio Bruto. Bellísima. Orgullosa e inteligente.

- Marco Junio Bruto: Hijo de Servilia. Casado con Porcia. Encabezó la conjura contra Julio César.

- Poncio Aquila: Tribuno de la plebe. César se mofaba de él y le confiscó sus tierras.

- Lucio Tilio Cimbro: Inicialmente defensor de César, luego cambió a los conjurados. Fue quien dio la señal del asesinato, tirando de la toga de César.

- Publio Casca: Uno de los conjurados junto con su hermano Gayo. Fue el primero en apuñalar a César y lo hizo en la garganta.

- Gayo Casio Longino: Pálido, enjuto, sombrío. Mirada gris y fría. Valeroso y un soldado notable. Junto con Bruto fue el organizador de la conjura.

- Quinto Ligario: Participó en la conjura.

- Décimo Junio Bruto Albino: General y amigo de César. Aspiraba al consulado. Fue el conjurado el que el 15 de marzo convenció a César de que fuera al Senado a pesar de la oposición de Calpurnia.

- Gayo Trebonio: General. Veterano de la guerra de las Galias. El día de los idus fue quien entretuvo con sus charlas a Antonio fuera del senado.

- Artemidoro: Profesor de griego, de retórica, literatura y filosofía estoica. Le enseñaba a Bruto: Griego, gramática, sintaxis del discurso e impostación de la voz. El día de los idus de marzo le entregó a César un rollo con la relación de los conjurados y que este no alcanzó a leer.

- Sergio Quintiliano: Robusto, expresión firme y decidida. A primera vista se distinguía en él al militar, supersticioso. Se había retirado a su villa rodeada de cipreses y rodeado de sicarios, gladiadores y verdugos. Veterano de Pompeyo. Había luchado contra César en Farsalia donde había perdido a un hijo en la batalla. Había estado com Pompeyo cuando lo asesinaron. En África con las tropas de Catón y Escipión Nasica, luchando contra César en Tapso y finalmente había combatido en Munda bajo el mando de Tito Labieno. Era despiadado.

- Servilia: Madre de Bruto, hermana de Catón y la amante de César desde siempre. Cincuentona, aún encantadora. Pecho fuerte y firme. Dominante a la vez que inteligente y rica. Su rostro mostraba signos de muchas emociones pasadas. En sus salidas públicas llevaba siempre una gran perla negra engastada, un regalo de César cuando este se casó con Calpurnia, de un valor fabuloso y que ella lucía como una condecoración.

- Tito Espurina: Augur etrusco de antigua y noble familia. Mediana edad, ojeras profundas, rostro demacrado, macilento, pelo desaliñado, sandalias descosidas, bastón de cuya empuñadura colgaban unos pequeños discos metálicos.  Vivía modestamente de lo que le daban los fieles. César lo conocía porque lo había visto muchas veces en sus ceremonias y a veces lo había invitado a escrutar las entrañas de los animales sacrificados.

- Marco Emilio Lépido: Ágil y esbelto. Pelo peinado hacia adelante cubriendo la frente. Perfil seco, casi rapaz. Rostro magro, mejillas chupadas, nariz aguileña.

- Pullus: Muchacho delgado, casi esquelético, mirada perdida. Sin pelos en la barba, solo una pequeña pelusilla, de ahí el nombre Pullus. No se le conocía madre ni padre, había sido criado en el ejército y hacía cualquier cosa que se encomendara: mozo de cuadras, panadero, cocinero, pinche, pero lo que mejor hacía era correr. Podía correr sin cansarse días y noches enteras.

## Argumento
La trama del libro se desarrolla en 21 capítulos que se subdividen en una o varias secciones.
Capítulo 1
Roma, 7 de marzo, seis de la mañana
Lugar el Vico Jugario, un magistrado caminaba hacia el templo de Saturno. La Vestal máxima se dirigía hacia la estatua de Vesta y tembló la tierra. En la isla Tiberina, cuartel general de la Novena legión, se procedía al último turno de guardia. Desde la casa del pontífice máximo llegó un grito que oyeron las vestales. Parecía la voz del pontífice, un hombre llegó a la Regia, pasó la guardia, era conocido.
El médico fue recibido por Calpurnia, la esposa del pontífice máximo, lo saludó como Antistio y lo llevó a la habitación de Julio César que era atendido por Silio Salvidieno, su ayudante de campo. Había sufrido un ataque que los griegos llamaban "morbo sacro" porque creían que era consecuencia de unos espíritus, demonios o divinidades. También lo había padecido Alejandro. Nadie sabía lo que era, se conocían sus síntomas y se trataba de limitar los daños. El mayor peligro era cortarse la lengua con sus propios dientes. Antistio manifestó que le preocupaba la frecuencia de los ataques, el último había ocurrido hacía solo dos semanas.
A César le preocupaba que un ataque como este le viniera en público, Antistio le recomendó que se retirara a la vida privada, y este le respondió que no podía hacerlo pues le quedaban muchas cosas por hacer. 
César preguntó por Publio Sextio. Se encontraba en Módena cumpliendo una comisión ordenada por él. Le preocupaba que no hubiese regresado ya y que no hubiese enviado un mensajero. 
Como pontífice máximo tenía que ofrecer ese día un sacrificio a Júpiter Óptimo Máximo en su templo del Capitolio. Iría a pie, sin guardia y ante la preocupación de Silio le respondió que los senadores habían aprobado un senadoconsulto en el que se comprometían a escudarlo en caso de amenaza a su persona.
Capítulo 2
Roma, vía Sacra, 7 de marzo, siete de la mañana 
César recordaba la rendición de Vercingétorix en Alesia y su posterior ejecución. Silio le comentó que este pudo haberse quitado la vida en lugar de rendirse, pero que para eso hacía falta tener más valor que para matar a los enemigos en la batalla.
César continuó hacia el Capitolio donde lo esperaba una pequeña multitud compuesta por algunos senadores y gente del pueblo que deseaba que después del sacrificio se distribuyera entre ellos la carne de la víctima, un cordero de tres o cuatro meses con cuernos recién iniciados. El arúspice esperaba observando las entrañas para luego hacer el auspicio. Hundió sus manos en las vísceras del cordero y con una mirada de espanto le dijo a César que no encontraba el corazón, era un presagio terrible. César lo hizo callar, se quitó la toga y hundió con decisión sus manos en el tórax del cordero y dijo que el corazón estaba cubierto de grasa y que era más pequeño que lo normal y ordenó quemarlo todo. Cuando regresaban, Silio le preguntó por qué no había extraído el corazón del animal. César le respondió que siempre había una explicación y si no la había, ello no significaba que se encontraran ante un milagro, sino simplemente se debía a ignorancia, todavía no estábamos en condiciones de comprender algunos fenómenos. 
Luego Silio le preguntó por la corona de oro que recién había visto en el templo de Saturno, de la que tanto se hablaba. César le preguntó cual versión era la que él creía, pues recuperar la verdad histórica de los hechos era imposible, cada persona tenía distinta capacidad y le llamaba la atención lo que a otros no, aún actuando de buena fe.
Silio le respondió que mientras César asistía a la ceremonia de las Lupercales, Antonio le había ofrecido dos veces la corona de rey y él la había rechazado decidiendo donarla a Júpiter, único rey de los romanos. César le contestó que esa versión era falsa y luego continuó: estaba sentado en la tribuna del Campo de Marte mirando los movimientos de los lupercos, entre ellos a Antonio, pero fue Licino quien se acercó y depositó la corona a mis pies. La gente comenzó a aplaudir frenéticamente incitando a Lépido a colocarla en mi cabeza, este dudó pues algunos se habían puesto a murmurar. Entonces se acercó Casio y puso la corona sobre mis rodillas. Nuevamente unos aplaudieron y otros protestaron. Deduje que esto estaba preparado y decidí averiguar quienes eran. La corona resbaló de mi regazo y cayó al suelo y ahí llegó Antonio sudoroso, la recogió y la puso en mi cabeza. Yo con rabia la lancé lejos, me levanté  y dije: "los romanos no tienen más rey que Júpiter y, por tanto, es a él a quien dedico esta corona". Estallaron los aplausos en todo el Campo de Marte.
Capítulo 3
Módena, 7 de marzo, siete de la mañana 
Nébula y Publio Sextio estaban en las afueras de Módena. Nébula le dijo que tenía rumores importantes que contarle. Se estaba reforzando el recinto amurallado de la ciudad e instalando emplazamientos en las torres para instalarles máquinas de guerra. Hacía seis meses, en Narbona, luego de la batalla de Munda se había planeado matar a César, los conjurados eran Gayo Trebonio, Casio Longino y Publio Casca. La conjura seguía activa. En Narbona, Trebonio le había preguntado a Marco Antonio si quería participar, este se había rehusado pero no lo había comentado con nadie. 
Luego ambos acordaron que Publio regresaría a Roma con la información por un itinerario programado por Nébula, de manera que este le podría enviar mensajes con nuevas informaciones. Luego Nebula le preguntó quién lo mandaba a lo que Publio le respondió que César y su misión era establecer contacto con algunos oficiales que se habían infiltrado en la corte del rey de los partos y enviarle a Roma un valioso documento. Nebula se mostró sorprendido, ante lo cual Publio le aclaró que su misión era doble, debía averiguar también sobre la conjura pero no para César sino que para otra persona de altísimo rango e interesada por la salud de César.
Publio Sextio recapituló pensando que la información cuadraba: Antonio había sido contactado por Trebonio para que participara en una conjura. Antonio pocos días antes le había ofrecido la corona real delante del pueblo que había reaccionado mal. Décimo Bruto se comportaba como si se preparase para una guerra. 
Módena, posada El Centinela, 7 de marzo, ocho de la mañana
Nebula se reunió con otro hombre en la posada. Le contó que Publio tenía una misión doble, ambas vitales para César y que en ese momento iba de regreso a Roma por el itinerario más corto que él le había indicado. Nebula le vendió una copia del itinerario. El informante le entregó todo el dinero que tenía en ese momento quedando de entregarle el saldo después. Nebula le explicó que para leer el itinerario se necesitaba tener una clave, que la tenía uno de ellos en la Mutatio ad Medias, llamado Mustela y que no diría nada hasta que le presentasen el recibo por el saldo. Mustela sería quien los llevaría hasta Publio.
Roma, residencia del pontífice máximo, 7 de marzo, diez de la mañana 
César estaba escribiendo y Silio le llevó la correspondencia y documentos para su firma. Se trataba de actas que someter a la aprobación del Senado, decretos, asignaciones, liquidaciones para el ejército, el financiamiento para la pavimentación de un camino en Anatolia, lo de costumbre.
Una carta de Polión le informaba la situación en Hispania. César reflexionaba en voz alta con Silio sobre Hispania. Los partidarios de Pompeyo aún eran fuertes. Cesar recordó que en Munda había estado al borde del suicidio, pero habían triunfado a costa de treinta mil romanos muertos por los suyos.
César le dice a Silio que últimamente ha sacado los cálculos que durante las guerras civiles han muerto casi cien mil romanos, los mejores soldados del mundo. Si en lugar de combatir entre ellos hubieran peleado contra enemigos exteriores, Roma controlaría hasta la India y el océano oriental. Silio le respondió que él lo conseguiría de todas maneras, a lo que César le respondió que estaba cansado, que deseaba alejarse de Roma, que había señales de que algo iba a pasar.
Capítulo 4
Roma, 8 de marzo, once de la mañana
Silio recordaba cuando estuvieron en Marsella, en Narbona, organizando la logística y las comunicaciones. En Munda había estado Tito Labieno, el ex brazo derecho de César que lo había dejado cuando pasaron el Rubicón. ¿Serían estas las visiones que atormentaban a César? y entonces pensó en quien podría ayudarle y partió al templo de Esculapio, en la isla Tiberina, a reunirse con Antistio.
Silio le dijo a Antistio que hablando con César, este le había dicho que el año pasado, en Hispania, habían circulado extraños rumores en la retaguardia. Antistio le respondió que eso era efectivo, después de la victoria en Munda circularon rumores de una conspiración contra César integrada, al parecer, por altos oficiales de César y algunos exmagistrados. Antistio le dijo que eran solo rumores y por eso no se lo había dicho a César, además que estaba seguro de que él también lo sabía.
Antistio le manifestó a Silio que él pensaba que César creía ciegamente en lo que hacía y en lo que había hecho: cree que tiene una misión histórica, poner fin definitivo a las guerras civiles y establecer la reconciliación, terminar con el derramamiento de sangre, pero para ello tuvo que derrotar en el campo de batalla a los que no colaboraban con su proyecto y ahora les ha tendido la mano a los que se salvaron, perdonándolos; busca reconciliar a los enemigos, terminar con los rencores, proteger a los pobres sin asustar a los poderosos, construir un nuevo orden.
Silio y Antistio estuvieron de acuerdo en que la única persona que podía saber qué sucedía en ambos bandos era Servilia, la madre de Bruto. Antistio manifestó que como médico conocía a un profesor que le daba clases de griego a Bruto, se llamaba Artemidoro y a través de él ha estado tratando de obtener alguna información. Se despidieron, quedando de intercambiar información permanentemente.
Roma, residencia del pontífice máximo, 8 de marzo, una de la tarde
Silio regresó a la casa y le contó a César que había ido a visitar a Antistio que quería saber como estaba él y entonces César le dijo que en ese lapso había llegado un mensaje de Publio Sextio.
Capítulo 5
Mutatio ad Medias, 8 de marzo, tres de la tarde
Publio Sextio cabalgaba al pie de los Apeninos por la campiña de la Cispadana, estaba llegando a la casa de postas y se identificó ante el encargado con su tablilla de escribir con el símbolo del águila, pidió un caballo de refresco y le preguntó si alguien más tenía una tablilla como la de él, el encargado le mostró a un hombre que descargaba unos sacos de un carro.
Publio se dirigió al Descargador, un centurión, y le dijo que tenía una comunicación reservada de máxima importancia, urgencia y riesgo que llevar a Roma. El mensaje era: "El águila está en peligro" y debía ser entregado en el puesto de guardia de la octava piedra miliar de la vía Cassia. 
Publio continuó el viaje. En la posada un hombre de traje gris lo observó partir y al poco rato llegó otro jinete que reconoció a Mustela y le mostró un recibo y un rollo en el que había trazado un itinerario, Mustela lo guardó y permaneció en el lugar. 
Publio avanzaba por la vía Emilia que llegaba hasta Rimini, contando las piedras miliares para calcular la distancia hasta la próxima estación en la orilla izquierda del río Reno. Allí decidiría si continuaba de inmediato o pernoctaba en el lugar.
Posada Los Sauces, 8 de marzo, cinco de la tarde
Publio llegó al río Reno y tomó hacia el sur remontando el río como lo indicaba el plano de Nebula. Al atardecer llegó a la posada donde le pidió consejo al posadero si continuaba de inmediato o pasaba la noche allí. Decidió seguir de inmediato, el próximo punto de enlace estaba a poco más de tres horas.
Mutatio ad Medias, 8 de marzo, siete de la tarde
En cuanto oscureció, el Descargador subió a la azotea, el hombre de la capa gris lo siguió con sigilo.
El Descargador encendió fuego y mediante un gran disco de bronce transmitió una señal hacia un punto en los Apeninos. Desde la montaña le respondieron mediante un punto rojo que indicaba que habían recibido el mensaje. El hombre de la capa gris siguió oculto. 
Montes Apeninos, Lux fidelis, 8 de marzo, siete de la tarde
El señalero estaba en la azotea contestando el mensaje, tenía fuego y una pantalla de tela. El lugar estaba cubierto de nieve helada, el comandante de la estación le preguntó por el mensaje, este era: «El águila está en peligro. Avisa a Cassia VIII»
El comandante preguntó con cuantos hombres contaban, el señalero le respondió que tres incluido el Descargador que envió el mensaje. Entonces ordenó que los otros dos partieran al instante, estaban acostumbrados a moverse en la oscuridad. Eran dos jóvenes de unos 30 años, Rufo, de rasgos celtas y Vibio, oriundo de sur. Debían entregar en el puesto de guardia de la octava piedra miliar de la vía Cassia un mensaje de máxima alerta: «El águila está en peligro». Les dio la libertad de escoger el camino pero en direcciones distintas. 
Los jóvenes al partir echaron a la suerte los caminos a seguir: Rufo iría por un sendero que descendía hacia el valle y la pasarela que atravesaba el Reno y Vibio continuaría subiendo para seguir un atajo a través de los montes que lo llevaría en dirección a Arezzo.
Capítulo 6
Roma, 9 de marzo, once de la mañana
Cicerón quería hablar con Ático a solas, sabía que este quería mantenerse al margen de las guerras civiles. La situación no había mejorado con la asunción de los poderes dictatoriales de César.
Llegó Ático de visita imprevista. Cicerón le contó de una carta que recibió de Casio Longino, carta muy rara, inútil en la que solo le decía que se estaba preparando algo grande aunque no sabía qué, pero que su secretario, Tiro, le ha encontrado un segundo sentido, se está preparando un acontecimiento que hará época para el destino de la República, del cual han decidido mantenerlo a oscuras. Su papel era intervenir después de este. Su duda era si aceptar esta posición o bien actuar como lo hizo en los tiempos de golpe de Estado de Catilina. Ático le recomendó que se mantuviera al margen; él tenía información, nada concreto, pero digna de crédito. Cuando sepa algo se lo informará, seguramente con una consigna codificada y con su sello. Ese día no debería moverse de su casa. Se despidieron.
Roma, Campo de Marte, 9 de marzo, una de la tarde
Antistio se reunió con Silio debajo del pórtico del teatro de Pompeyo, Silio le contó que César recibió las noticias que esperaba referente a la expedición contra los partos. Todo iba bien. Cuentan con el apoyo de Anatolia, Siria y Armenia. César ha decidido reunir al estado mayor para examinar la viabilidad del plan de invasión. Antistio le manifestó que no podía entender a César, aun faltaba acabar con la pacificación de Hispania y Siria. Silio le preguntó por Artemidoro, este le respondió que se entrevistaría con él esa tarde.
Roma, jardines de César, 9 de marzo, dos de la tarde
Julio César fue a visitar a Cleopatra y le dijo que él ha hecho lo que estimaba justo por ella y el niño. Había hecho colocar una estatua de ella en el templo de Venus Genitrix, santuario de su familia y con lo cual había entrado a formar parte de ella. 
Cleopatra le respondió que Calpurnia era estéril y que Tolomeo César era su único hijo. Que ella era descendiente de Alejandro y que él ya era más grande que este. Ha conquistado Occidente y ahora conquistará Oriente. Nadie podría igualarlo en todo el mundo y que en su hijo se unirán dos dinastías.
César le explicó que había rechazado la corona que Antonio le ofreció el día de las Lupercales porque sus enemigos solo esperaban arruinarlo y quitarle el favor del pueblo y presentarlo como un tirano. En Roma ser rey era considerado lo peor.
Ante la pregunta de Cleopatra de qué será de ella y su hijo, César le respondió que Tolomeo César será rey de Egipto y ella regente hasta que este haya alcanzado la mayoría de edad. Luego se puso a pensar que Cleopatra lo único que le había demostrado era una ambición sin límites. Al despedirse, Cleopatra le dijo si había notado que Marco Antonio no dejaba de mirarla, César le respondió que no.
Capítulo 7
Roma, foro de César, 9 de marzo, cuatro de la tarde
César salía del templo de Venus Genítrix cuando vio a Silio que venía a su encuentro. Había estado con algunos amigos y que le preguntaron por Publio Sextio ¿crees que vendrá a Roma?. César le respondió que sí y que debería llegar en uno o dos días. 
César se sentó en los escalones del templo y miraba los trabajos que avanzaban en la curia. Tenía ganas de partir al oriente. Silio le dijo que la presencia de Cleopatra y el niño en Roma era algo que irritaba a muchos. Cicerón no podía verla. Todos comentaban que había sido ella quien le había convencido de que estableciera una monarquía hereditaria, cuyo heredero sería Tolomeo César. César le respondió irritado que sólo un estúpido podría creer algo así. 
Roma, casa de Marco Junio Bruto, 9 de marzo, cinco de la tarde 
Llegaron a la casa de  Marco Junio Bruto seis o siete hombres que fueron conducidos hasta el escritorio donde Bruto los esperaba. Porcia, desde el piso superior observó la llegada del grupo y se encerró con llave en su pieza, levantó una baldosa del suelo y por una rendija pudo ver y escuchar lo que sucedía abajo. Bruto sabía que ella los veía y escuchaba.
Estaban Poncio Aquila, Tilio Cimbro, Publio Casca, Casio Longino, Quinto Ligario, Décimo Bruto y Gayo Trebonio, dos de los más grandes generales de César. Comentaron que Cicerón aun no se decidía, que Publio Sextio había estado en Módena haciendo averiguaciones. Estaban listos para actuar y representaban a una mayoría. No sabían como reaccionarían Antonio y Lépido. Lépido había desembarcado esa mañana en la isla Tiberina. Varios creían que César sospechaba de la conjura. Decidieron mantener la fecha fijada, los idus de marzo.
Capítulo 8
Montes Apeninos, hostería El Roble, 10 de marzo, cinco de la tarde
Mustela, el hombre de la capa gris, llegó a la hostería y le dijo al posadero que necesita llegar a la casa de los cipreses lo antes posible. El viejo le pidió quinientas monedas de plata por el dato y lo llevó a pie por un sendero tortuoso hasta una roca en la que apartó con la mano unas zarzas y apareció una abertura. Bajaron por una gradería hasta donde corría un torrente que llegaba hasta el río Arno. En la orilla izquierda encontraría una barca.
Montes Apeninos, posada En la Selva, 10 de marzo, ocho de la tarde
Publio Sextio seguía el itinerario indicado por Nebula, iba por la vía Emilia hacia Etruria. Llegó al puesto de guardia, fue reconocido por Bebio Carbón el legionario de guardia al que le indicó que descansaría un par de horas y que le avisara si llegaba alguien, especialmente si hacía preguntas. 
El posadero lo llevó al piso de arriba. Publio descansó dos horas y luego de comer le pidió que le proporcionara un guía. Era plena noche. Un hombre de unos cincuenta años, rostro pétreo, inexpresivo. Llevaba una antorcha encendida para alumbrar el camino. Se llamaba Sura. Partieron, Sura adelante iluminando el camino y Publio siguiéndole.
Capítulo 9
Montes Apeninos, en el río secreto, 10 de marzo, diez de la noche
Mustela nadaba en las turbulentas aguas del río subterráneo, se había golpeado contra las rocas, estaba herido y sangraba. Hasta que tocó fondo y pudo detenerse. No sabía donde estaba ni cuanto tiempo había pasado desde que ingresara al río. La corriente disminuyó y el río se hizo más ancho. Hasta ahora la obscuridad era total, observó una pequeña luminosidad que con el tiempo se convirtió en la pálida luz de la luna. Mustela llegó a una orilla baja y arenosa donde se dejó caer de agotamiento.
Montes Apeninos, en las fuentes del Arno, 10 de marzo, medianoche
Publio Sextio y Sura continuaron avanzando, Publio se esforzaba por contar los mojones y pensaba en César, Marco Antonio y en que Nebula a lo mejor lo había engañado y lo llevaba a una trampa, pero finalmente se convenció de que no tenía elección y debía afrontar el riesgo. Estaban llegando a las fuentes del Arno, recorrían una antigua pista etrusca.
Montes Apeninos, 11 de marzo, pasada la medianoche
Rufo trataba de llegar a la vía Flaminia menor por un atajo atravesando la montaña en sentido transversal por un sendero que era la ladera poniente del valle del Reno. Atravesó el río por el vado hasta que llegó a la cabaña de un pastor, al que conocía y donde bebió y comió algo. Rufo y el pastor hablaban una mezcla de latín y dialecto ligur. El pastor le dijo que podía llegar a la cima pero que debía tener cuidado con una manada de lobos. Luchó contra los lobos y alcanzó la via Flaminia menor.
Lux Fidelis, 11 de marzo, tercer turno de guardia, una de la noche
En el campamento vieron en dirección sur un globo de luz, fijo en medio del cielo. El comandante dijo que era un cometa. Luego la luz se dilató en un destello intenso y luego fue tragada por la oscuridad.
Río secreto, 11 de marzo, tercer turno de guardia, una de la noche
Mustela despertó entumecido y helado, le dolía todo el cuerpo. Se acercó a un bosque y descubrió una barca atada a una estaca de la orilla. 
Abordó la barca, la empujó hacia el centro del río y se dejó llevar por la corriente. Ya a plena luz del día llegó al Arno. Era el lugar de desembarque, un puerto fluvial que recibía mercancías de la montaña para llevarla a Arezzo que estaba varias millas más abajo. Arrendó un mulo y se dirigió a la casa de los cipreses. De todos los mensajeros que habían partido de la Mutatio ad Medias, él debería ser el que había llegado más al sur. 
La villa apareció después de un cruce y un pequeño edículo dedicado a Hécate Trivia. Al bajar del mulo se desplomó pero alcanzó a decir que se llamaba Mustela y que quería hablar con el amo.
Capítulo 10
Roma, isla Tiberina, 11 de marzo, ocho de la mañana
Antistio llegó temprano a su consultorio cerca del templo de Esculapio. Esperaba a un cliente especial, Artemidoro que nuevamente tenía problemas de vitíligo; cuando este llegó se saludaron y luego de axaminarle la cabeza le recetó un medicamento.
Cuando Artemidoro quiso pagarle la consulta, Antistio se negó a cobrarle y así llegaron a Julio César, que había sido atendido nada menos por el médico personal de Julio César. Antistio le dijo que así era pero que él podía tratarlo de las enfermedades de su competencia pero que el resto estaba en manos de los dioses, terminando esta frase en un tono lastimero y con un suspiro elocuente.
Artemidoro estupefacto y por curiosidad le preguntó que quería decir. Antistio le respondió que circulaban rumores. Entonces Artemidoro le preguntó si tenían que ver con Bruto y luego le contó que Bruto lo trataba como a un siervo, con arrogancia, iba contra su dignidad pero continuaba sirviéndole solo por necesidad del dinero que le pagaba. Antistio le pidió que lo ayudara y Artemidoro le contó que había personajes que iban a la casa de Bruto en plena noche, que se habían reunido unos seis o siete, el no los vio, lo mantendrá informado. 
Roma, hostería El Olivo Silvestre, 11 de marzo, una de la tarde
Silio esperaba a alguien en la hostería. No lo conocía y al salir vio a un hombre que desde una esquina le hacía señas. Se dirigió hacia él, era una mujer, humilde, de unos cuarenta años, manos encallecidas por el trabajo en el campo. 
Ella le dijo que quien la mandaba no podía venir. Silio le contestó que era urgente verse con él, era cosa de vida o muerte, cosas que incumbían a su hijo. La mujer se fue diciéndole que ella no podía hacer más. De repente el posadero le dijo que creía que había llegado el que buscaba. Un tipo alto, flaco, de ojeras oscuras. Dejó un mensaje para él y en la cocina le entregó un rollo. Ea un mensaje que no decía nada concreto, sin firma. Silio al reflexionar sobre el mensaje dedujo que se trataba de Servilia. Rompió la carta y se dirigió al consultorio de Antistio.
Antistio le contó que Artemidoro los iba a ayudar, que solo sabía que había habido reuniones nocturnas en la casa de Bruto. Silio le contó que él le había escrito a Servilia pero que ella no quería verse con él.
Capítulo 11
Villa de Quintiliano, 11 de marzo, cinco de la tarde
Mustela se enfrentó a Quintiliano, quien lo reprendió por haber ido a su casa. Le habían suturado las heridas pero quería que se fuera. Mustela le contó que tres o cuatro hombres estaban tratando de llegar a Roma por distintos itinerarios para impedir que se hiciera justicia. Uno de ellos era Publio Sixtio el Báculo y le pidió a Quintiliano que los detuviera. 
Estudiaron en un mapa los caminos entre la Galia Cisalpina y Roma. Los mensajeros tendrían que tomar la vía Cassia y la vía Flaminia. Los desfiladeros de las montañas estaban cerrados por el mal tiempo. A los correos los podrían identificar por la prisa que llevaban. Decidieron partir en su búsqueda, Mustela por la vieja vía etrusca y Quintiliano por la Flaminia. Mustela no podía cabalgar por lo que obtuvo para él un coche de viaje.
Quintiliano reunió a sus hombres: dos provenientes de la escuela de gladiadores de Ravena, otros dos legionarios que habían estado con él en África y un quinto llamado Decio Escauro que había servido en las Galias a las órdenes de César. Les explicó que debían interceptar a unos mensajeros que se dirigían a Roma, el más peligroso era Publio Sixtio. Decio Escauro manifestó que él conocía a Publio Sextio. Decio Escauro con los legionarios partieron por la Flaminia menor y luego debían continuar por la Cassia, los dos gladiadores por la vía Flaminia y Quintiliano también partió.
Montes Apeninos, posada En la Selva, 11 de marzo, cinco de la tarde
Bebio Carbón vio llegar a la posada a Rufo y comentó: nunca viene nadie y hoy llegan dos el mismo día. El viajero llevaba prisa, a la hora salió de la posada y nuevamente le preguntó a Carbón si había visto a alguien que llevara mucha prisa. Entonces Carbón desenvainó su espada y lo apresó, lo registró y le encontró un cuchillo celta, iba armado. Lo ataron y lo condujeron al cuerpo de guardia. Se identificó como Rufo y que cumplía una misión para el cuerpo de informadores, órdenes del estado, urgentes. Rufo le pidió que lo desatara y le mostraría su identificación, al hacerlo, le propinó un puñetazo a Carbón y lo dejó tendido y partió veloz en su caballo.
Capítulo 12
Roma, casa de Lucio César, 11 de marzo, tres de la tarde
César estaba en la casa de su hermano Lucio, en el Aventino. Tomaba un baño de vapor junto con Antistio. Un masajista le estiró la espalda. Antistio escribía en una tablilla y le respondió a César que eran los nombres de sus pacientes, sus enfermedades, terapias y las recaídas. César le replicó que 
no le creía. Silio entró diciéndole que los invitados estarían todos presentes y que había un mensaje para él. Cuando César lo leyó se sonrió y lo guardó. 
Entró Calpurnia mientras César se vestía solo, sin ayuda, estaba acostumbrado a vestirse solo. Luego llegó Silio y salieron al templo de Diana, en el campo de Marte, pero a Silio lo dejó cerca de la Domus y él continuó solo. Entró en el edificio vacío y se sentó en un banco pegado a la estatua de la diosa. Al poco rato llegó Servilia, se unieron y ella le dijo que quería despedirse antes que partiera al Oriente. Que lo amaba como siempre. Y al salir se volvió y le dijo que siempre le hiciera caso al aviso de los dioses, que no los ignorara. César quedó reflexionando sobre lo dicho por ella, que sabía que creía poco en los dioses.
Salió y caminó por la orilla del Tíber, vio un antiquísimo edículo con la imagen de un demonio etrusco, mientras se acercaba salió detrás del oratorio un hombre era Tito Espurina, el augur. Se acercó y mirándolo fijamente bisbiseó: ¡Guárdate de los idus de marzo! y sin darle tiempo desapareció.  
Vía Flaminia menor, posada La Sandalia de Hércules, 12 de marzo, comienzo del tercer turno de guardia, pasada la medianoche
Publio Sextio llegó a la posada donde un grupo de hombres rodeaban el cuerpo inerte de un hombre herido y sangrante, era el Descargador. Preguntó quien lo había hecho y le respondieron que dos tipos del sur.
Llegó el posadero y le confirmó que los dos tenían un aspecto patibulario, probablemente eran asesinos a sueldo. Iban bien vestidos y en buenos caballos. Uno tenía una costura en la mejilla y el otro peludo como un oso, parecían gladiadores. Publio pagó por un nuevo caballo y las honras fúnebres para el Descargador, Se dirigió al lugar en que estaba la barca del Arno.
Montes Apeninos, en el viejo río, 12 de marzo, tercer turno de guardia, una de la mañana
Rufo que se había liberado de Carbón, recuperó el tiempo perdido yendo por un atajo. Pensaba en Vibio que en esos mismos momentos debería correr hacia la vía Flaminia.
Capítulo 13
Roma, casa de Bruto, 12 de marzo, siete de la mañana
Artemidoro, odiaba a Bruto porque este nunca había querido recibir lecciones de él, no lo valoraba, lo excluía y por eso estaba dispuesto a traicionarle. El ídolo de Bruto era su tío muerto en Útica, Catón, el patriota que había preferido morir antes de implorar perdón al vencedor. Había adherido a la causa de Pompeyo en Farsalia por defender a la República. 
La habitación de Artemidoro comunicaba directamente con el escritorio de Bruto. Esa mañana observó un pequeño grupo de personas y las espió mediante un hoyo que practicó en la letrina adjunta a la habitación de Bruto. Estaban: Petronio, Casio de Parma, Rubrio, Gayo Trebonio, Quinto Ligario y Bruto. Discutieron de que Antonio y Marco Tulio Cicerón deberían estar al margen de la conjura. 
Roma, casa de Bruto, 12 de marzo, nueve de la mañana
Porcia con un tono lúgubre le dijo a Bruto que su madre había salido el día anterior a la puesta del sol eludiendo la vigilancia. Bruto le respondió que no tenía importancia a lo que ella le respondió que su madre ha sido durante años la amante de César. Bruto la hizo callar.
Porcia le dijo que Servilia podría ponerlo en guardia e incluso revelarle la conjura, ella lo sabía todo. Luego le dijo que lo esperba Quinto Ligario y se fue. Este entró y le dijo que en el encuentro que tuvieron había visto salir de la letrina a Artemidoro, podría haber oído algo y le sugiere que no lo deje salir de casa hasta la misión haya sido cumplida. Bruto le encargó a Canidio, el jefe de la servidumbre de la casa que vigile a Artemidoro y no lo deje salir de la casa.
Artemidoro quería completar la lista de los conjurados. Un joven esclavo con el que se acostaba por un par de monedas, tenía una amiga que vivía en casa de Tilio Cimbro, uno de los conjurados que frecuentaba la casa a horas insólitas. Bruto lo mandó llamar y le dijo que esperaba visitas de Grecia y que quería que la biblioteca griega estuviera ordenada, no como ahora y que se encargara personalmente de ello.
Roma, casa de Cicerón, 12 de marzo, dos de la tarde
Gayo Casio Longino fue a la casa de Cicerón. Cicerón molesto lo recibió e inmediatamente le dijo que era mejor que él no supiera nada de la conjura, solo los que estaban involucrados. Longino le respondió que estaban listos y todos los detalles decididos, lo único que los dividía era Antonio. 
Cicerón, luego de un largo silencio le respondió: ¡Antonio debe morir! Y le pidió que se lo dijera a Bruto.
Capítulo 14
Roma, isla Tiberina, 13 de marzo, tres de la tarde
Marco Emilio Lépido era la segunda autoridad del estado después de César. Cargos extraordinarios que se superponían a la de los cónsules.
Antistio desde su ventana vio acercarse a Silio que venía a informarle que César esa noche había sufrido una crisis pero ya había pasado y que además había citado una reunión de su estado mayor. Estarían presentes Lépido, Antonio, Gayo Trebonio que ha sido gobernador de Asia, Décimo Bruto que tiene experiencia como comandante de la flota. César ahora tenía un mapa que le envió Publio Sextio, pero le dijo que el motivo de su visita era saber si había tenido noticias del informante en casa de Bruto. Antistio le respondió negativamente. Se despidieron.
Roma, casa de Bruto, 13 de marzo, cinco de la tarde
Artemidoro trabajaba en ordenar la biblioteca. Estaba seguro de que el desorden era deliberado para tenerlo ocupado. Debía obedecer. Entró el esclavo que tenía su amiga en casa de Tilio Cimbro y disimuladamente le entregó un rollo, contenía el resto de los nombres de los conjurados. ¿Cómo transmitir esta información a Antistio? Se puso a ordenar la biblioteca hasta dejarla como siempre había estado.
Roma, casa de Bruto, 13 de marzo, primer turno de guardia, siete de la tarde
Artemidoro se dirigió a la cocina a cenar con los otros huéspedes y luego se fue a su habitación. Oyó que por la puerta trasera entraban varias personas, reconoció a Casio por la voz. El esclavo que le había traído el mensaje entró con una bandeja y le dijo que había llegado bastante gente y se fue.
En el escritorio de Bruto se habían reunido quince personas: Tilio Cimbro, Poncio Aquila, Casio de Parma, Petronio, Rubrio Ruga, Publio y Gayo Servilio Casca, Casio Longino y otros participantes en la conjura. Quinto Ligario se había excusado por enfermedad, solo faltaban los amigos de César como Décimo Bruto y Gayo Trebonio miembro del estado mayor reunido por César.
El atentado se efectuaría durante la sesión senatorial de los idus de marzo. La sesión se celebraría en la curia de Pompeyo, en el Campo de Marte. Se aislaría a César de los senadores y de sus amigos. Nuevamente se discutió si matar también a Antonio y Bruto dijo que eso ya lo habían discutido y sería solo César. El joven criado desde un cuarto anexo escuchó lo de matar solo a César.
Casio dijo que tenía indicios que alguien tenía conocimiento del plan o se estaba acercando peligrosamente a la verdad. Si por cualquier motivo fuesen descubiertos dentro de la sala, cada uno tendría un puñal y se quitarían la vida unos a otros antes de caer en manos del tirano. Cada uno eligió a su compañero para tal eventualidad. Y se fueron a sus casas.
Capítulo 15
Roma, residencia del pontífice máximo, 13 de marzo, primer turno de guardia, siete de la tarde
César se preparó para la reunión con su estado mayor. Silvio le informó que ya estaban reunidos todos los oficiales y que Calpurnia les ofrecía algo de beber. Estaban Emilio Lépido, Décimo Bruto, Marco Antonio, Gayo Trebonio y los otros. Antes de bajar, Silvio le dijo que alguien estaba haciendo circular por Roma una interpretación de los libros sibilinos según la cual sólo un rey podría derrotar y someter a los partos. César se sentó y le dijo que como pontífice máximo era el custodio de los libros sibilinos. Silvio le insistió sobre la gravedad de la calumnia, que alguien trataba de aislarlo y debilitarlo ante el pueblo y el senado, que debería defenderse, pues además circulaba el rumor de que en una de las próximas reuniones del senado alguien propondría proclamarlo rey. 
Luego de un momento, Silvio le preguntó si alguien, en estos últimos días, había tratado de ponerlo en guardia contra algo. César recordó la advertencia del augur Espurina: ¡Guárdate de los idus de marzo! y sin responderle bajaron a la reunión. Esta se prolongó hasta tarde, el primer objetivo de la expedición era vengar la matanza de Carrhae, reconquistar las águilas perdidas. Después trataron los aspectos tácticos y estratégicos de la expedición. Atacarían desde dos frentes, desde Siria y desde Armenia para tomar la capital, Ctesifonte. Se levantó la sesión en medio de un sensación de euforia y César les informó que había convocado al senado para la mañana de los idus de marzo para tratar los aspectos de costumbre e informar importantes novedades. Al despedirse, Marco Emilio Lépido le recordó que lo esperaba al día siguiente para cenar. 
Por casualidad Silio miró la figura de Antonio que intercambiaba unas palabras con uno de siervos. Le pareció algo insólito y se volvió hacia César a quien le pidió la autorización para ausentarse para despachar un asunto. César bromeó autorizándolo y preguntándole si el asunto era rubio o moreno. Silio salió y no perdió de vista la litera de Antonio y a los dos escoltas armados que iluminaban el camino. Seguía el mismo camino que llevaba Lépido hacia la isla Tiberina, pero luego dobló y siguió hasta el pórtico de un pequeño almacén fluvial. Allí Marco Antonio se vistió de siervo y se alejó de la litera y se dirigió hacia el puente Sublicio, iba hacia la villa de César, la residencia de Cleopatra.
Marco Antonio entró a la residencia seguido a la distancia por Silio y se reunió con Cleopatra en su habitación. Silio, escondido en una habitación contigua, escuchó la conversación. Marco Antonio decía que César había rechazado cualquiera posibilidad de convertirse en rey. Cleopatra le respondió que ella tenía información de que una amenaza se cernía sobre César, Marco Antonio permaneció callado. Que ella había contactado con un hombre cercano a César, que iba a ser enviado en una misión al norte y le había  pedido que averiguara sobre esa amenaza, mañana esperaba tener alguna respuesta, porque después podría ser demasiado tarde. Silio pensó en Publio Sextio. Cleopatra continuó diciendo que él era la única persona en la que podía confiar en Roma y le pidió que estuviera atento.
Había terminado la entrevista y Silio pensó que debería salir inmediatamente para contarle a César lo que había escuchado, estaba seguro de que ahora sí se decidiría a tomar medidas. El problema era como salir de esta fortaleza, decidió hacerlo a través de la casa, confiaba en su conocimiento del lugar y cuando hubo llegado a la salida, una voz resonó a su espalda mientras se iluminaba el pórtico, era la voz de Marco Antonio que le preguntó qué hacía en ese lugar.
Capítulo 16
Montes Apeninos, mansio El Castaño, 13 de marzo, primer turno de guardia, seis de la tarde
Publio Sextio alcanzó el Arno y se detuvo a descansar un par de horas. Luego lo atravesó y llegado al otro lado continuó por la vía Cassia. Al anochecer se dirigió hacia una luz que divisó cerca de un bosque, según el mapa debería tratarse de una mansio donde podría cambiar de caballo. 
En la posada había cuatro hombres, le pareció reconocer a uno que había visto antes, un hombre con una capa gris, pálido y con cara de hurón. Se levantaron y el hombre de la capa, al que llamaban Mustela, dijo que descansarían y volverían a partir, deberían estar atentos para adelantarse por donde debería pasar por fuerza. Otro de los hombres al que llamaron Decio y que decía conocer al báculo dijo que deberían tener cuidado porque era muy peligroso.
Publio decidió actuar de inmediato, entró al establo y luego subió hasta la habitación en que descansaban los hombres y los atacó dejando a dos fuera de combate. Mustela arrancó a caballo, Publio lo persiguió pero su caballo se espantó y lo botó por un despeñadero. Mustela al no verlo pensó que había fallecido.
Roma, casa de Bruto, 13 de marzo, segundo turno de guardia, once de la noche
Artemidoro no sabía como comunicarse con Antistio y estaba preocupado por el joven esclavo a quien Bruto le había hecho extrañas preguntas diciéndole que si tenía noticias interesantes sobre él, se las comunicara. Artemidoro decidió que dejara la casa mientras tuviera libertad de movimiento y lo enviaría con una receta a la casa de Antistio.
Vía Etrusca vieja, 13 de marzo, segundo turno de guardia, once de la noche
Publio Sextio se salvó agarrándose en la caída de un tronco de espino y luego con la ayuda de su caballo, tenía una herida superficial . Continuó su viaje tratando de recuperar el tiempo perdido, ahora sabía donde encontrar a los que lo perseguían, pues tanto ellos como él tenían el plano con el itinerario y ellos creían que él estaba muerto, los cogería por sorpresa. 
Llegó a una posada y se identificó como centurión ante el posadero mostrándole el titulus que llevaba colgado del cuello. Le dijo que buscaba a un hombre y le dio la descripción de Mustela, el posadero le dijo que había estado allí y había partido hacia la estación de señalización, pero que volvería.
Montes Apeninos, estación La Voz en Silencio, 13 de marzo , segundo turno de guardia, once de la noche
La estación estaba situada en lo más alto de los montes y podía captar señales de ambas vertientes. El hombre de guardia le dijo a otros dos que habían recibido un mensaje de que había que interceptar a dos mensajeros que se dirigían al sur equipados como los speculatores.  
En la Aldea, 13 de marzo, tercer turno de guardia, medianoche
La piedra miliar indicaba la sexta milla desde Chiusi y Mustela entró poco después en el patio de la mansio. Subió a su habitación donde lo estaba esperando Publio Sextio quien lo redujo rápidamente y lo ató a una silla y le obligó a decirle qué había transmitido. Había hecho señales para que se interceptara a dos speculatores en la vía Flaminia y en la Cassia. Luego lo mató y continuó su viaje.
Capítulo 17
Montes Apeninos, Lux insomnis, 12 de marzo, tercer turno de guardia, una de la mañana
Publio Sextio llegó a una estación del cuerpo de ingenieros, mostró su titulus y tomó el mando. Desde la torre de señales envió una contraorden para salvar la vida de Rufo y Vibio, a quienes no conocía pero estaba seguro de que eran dos valientes servidores del estado. El tiempo era pésimo, nadie respondió a sus señales. Continuó su camino.
En la estación habían recibido las señales pero no pudieron contestar por el temporal que soportaban. El mensaje recibido anulaba inmediatamente la orden de interceptación de los dos specultores. Al jefe del puesto se le ocurrió que además enviaría un hombre para detener la orden. Pullus, el jefe le entregó un documento con la orden y le dijo que no se detuviera hasta haber interceptado la orden. Mientras corría dedujo que los dos speculatores no podían ser otros que sus amigos Vibio y Rufo. En la mañana llegó a una mansio y presentó al comandante el código que anulaba la primera orden y exigía retransmitir esta contraorden a todas las estaciones hasta Roma. Pullus estaba esperando cuando vio venir a Rufo y luego el segundo jinete, Vibio. Pullus les contó lo sucedido con la orden y la contraorden. Decidieron que continuara Rufo llevando los dos caballos y se separaron. 
Posada de Fábulo junto al río Tíber, 14 de marzo, dos de la tarde
Publio Sextio reconoció desde lejos la posada y decidió descansar sin entrar en ella. Después montó y continuó hacia las inmediaciones de la vía Cassia. Llegó a la orilla del Tíber y pensó que su misión estaba llegando a su fin, entregaría el mensaje e inmediatamente después se presentaría a César.
De pronto apareció un jinete armado que le cerraba el paso, era Sergio Quintiliano. Se reconocieron y se trabaron en un combate. Publio fue herido pero Quintiliano murió con el corazón atravesado por la espada de Publio. 
Roma, residencia del pontífice máximo, 14 de marzo, cuatro de la tarde
El tribuno de la tercera cohorte de los vigilantes le informó a César que no habían encontrado rastros de Silio Salvidieno pero continuarían buscándolo. 
César estaba preocupado, esperando que Antonio lo pasara a buscar para ir a cenar en casa de Marco Emilio Lépido, en la isla. Cuando este llegó, caminaron por el Vico Jugorio hacia el templo de Portuno. César comentó que quería retirarse temprano esa noche porque al día siguiente tenían la sesión del senado. 
Mansio en el Tíber, 14 de marzo, cinco de la tarde
Publio Sextio llegó a la posada que estaba vigilad por una guardia armada, se identificó y mandó llamar al comandante. El soldado cumplió la orden y su comandante le respondió que era al que esperban y que lo trajera. Publio Sextio pensó que era una trampa por la forma de dirigirse a él del soldado por lo que Publio saltó sobre un caballo y salió corriendo, el guardia grito dando la alarma y un arquero le disparó un flecha que se clavó en el hombro de Publio. Se tambaleó con el golpe pero cotinuó hasta el río abordando una barcaza, se identificó ante el barquero quien al saber que era un centurión de la Duodécima legión le respondió que lo llevaría de balde si no fuera porque tenía familia que alimentar. 
Roma, isla Tiberina, 14 de marzo, primer turno de guardia, siete de la tarde
César fue recibido con honores por Lépido. En el comedor había unos treinta invitados. La cena fue tranquila y grata, la conversación se centró en los dioses, si existían o no, si era uno solo o varios, si había un más allá, si se premiaba a los buenos y castigaba a los malos y finalmente la conversación se centró en la muerte. César dijo que la mejor muerte para él era rápida y de improviso.
Capítulo 18
Vía Cassia, décima milla desde Ocricoli, 15 de marzo, tercer turno, medianoche
En la vía Cassia, Rufo continuaba avanzando hacia Roma. Debido al esfuerzo el caballo que montaba se desplomó y quedó inmóvil, desmontó y continuó con el de reemplazo.
Roma, residencia del pontífice máximo, 15 de marzo, tercer turno de guardia, una de la mañana
César regresó a su casa acompañado por Antonio, le dijo que no se sentía bien, estaba cansado y además preocupado por la ausencia prolongada de Silio. Antonio le respondió que no sabía de la ausencia de Silio. Se despidieron, mañana se verían en el senado.
Lo esperaban Antistio y Calpurnis, le dieron un remedio y luego tomó un baño. Mientras se bañaba le contó a Calpurnia su encuentro con el augur Espurina, ella sabía quien era pero nunca había hablado con él. Calpurnia le comentó que los idus de marzo eran ese día. Se fueron a la cama y se quedaron dormidos.
Roma, residencia del pontífice máximo, 15 de marzo, tercer turno de guardia, dos de la mañana
En la residencia había una estatua de mármol de Julio César a la entrada de la Regia. Relucía con la lluvia y un relámpago la iluminó. Calpurnia despertó sobresaltada y saltó de la cama y gritó aterrada, César la abrazó y ella le dijo que un rayo había desintegrado su estatua, era un presagio terrible. César la tranquilizó y le mostró que la estatua estaba como de costumbre en su sitio, había sido una pesadilla. 
Roma, residencia del pontífice máximo, 15 de marzo, final del cuarto turno de guardia, seis de la mañana
César se había levantado, preocupado por la pesadilla de Calpurnia, había dormido poco. Antistio le preparó una taza de hierbas y se la llevó al escritorio y le dijo que ese sería un día largo, la sesión del senado, luego reunión con el estado mayor y una ceremonia en el Capitolio y otra invitación a cenar. 
César pidió un manto, tenía frío, sentía estremecimientos y le dolía la cabeza, tenía fiebre.
Capítulo 19
Roma, casa de Cicerón, 15 de marzo, siete de la mañana
Cicerón había desayunado y estaba vestido. Tomaba apuntes en una tablilla especial inventada por Tiro. Su secretario entró con una carta en la mano era de Tito Pomponio y urgente. Este le decía que el día anterior se había sentido mal y ahora estaba un poco mejor pero no podría visitarlo pues no saldría y le aconsejaba que el tampoco lo hiciera. Era en código que esa era el día preestablecido para la empresa, había llegado los idus de marzo. Le dijo a Tiro que ese día no saldría, no sentía bien.
Roma, residencia del pontífice máximo, 15 de marzo, siete de la mañana
Había pasado el temporal. César se preparaba para salir y Calpurnia lo observaba preocupada mientras se vestía hasta que finalmente le dijo que había tenido pesadillas y premoniciones de que lo tenía entre sus brazos, herido, moribundo. Finalmente consiguió que César la escuchara y decidiera no ir al Senado y le pidió que lo dejara solo y llamó a Antistio.
A Antistio le pidió que redactara una nota al Senado diciéndoles que estaba enfermo por lo que no asistiría a la sesión de esa mañana. Antistio llegó a la curia de Pompeyo, donde se iba a celebrar la reunión, y le informó al senador encargado de redactar el acta de la sesión el mensaje. Aún no terminaba de hablar cuando se acercó Décimo Bruto y preguntó qué sucedía. Le explicaron que César no asistiría y pedía que se postergara la sesión. Décimo Bruto se dirigió al actuario y le dijo que no informara nada hasta que él regresara y se encaminó a la Regia.
César estaba tendido y Décimo Bruto le dijo que el senado lo esperaba, que faltar a la reunión sería interpretado como un insulto y un desprecio. César contra la opinión de Calpurnia y Antistio decidió acudir en litera y solo por una hora, Se presentaría y regresaría de inmediato. Décimo Bruto y César partieron hacia la curia de Pompeyo.
Roma, casa de Bruto, 15 de marzo, ocho de la mañana
El muchacho llegó a la habitación de Artemidoro y le dijo que Antistio lo había enviado para decirle que César había salido de la casa hacia el Senado. Artemidoro sacó el rollo de pergamino con los nombres, hizo una copia y se la entregó al joven para que corriera y se lo entregara a César antes de que llegara a la curia, el llevaría el original hasta la entrada, uno de los dos debería conseguir entregársela. Si por alguna razón no pudiese entregársela debería hacerlo solo a Antistio.
El muchacho llegó al cortejo que acompañaba a César cuando estaba entrando al Campo de Marte pero no pudo acercársele, el gentío era inmenso, entonces se dirigió a la Domus donde le dijeron que Antistio había salido. Se sentó a esperar que volviera. Artemidoro por su parte estaba llegando a la entrada de la curia.
Roma, puente Sublicio, 15 de marzo, ocho de la mañana
Publio Sextio llegó al muelle, bajó de la barca y montó a caballo y se dirigió a los jardines de César.
Roma, curia de Pompeyo, 15 de marzo, nueve de la mañana
César bajó de la litera un poco antes de la entrada a la curia donde lo espera otra multitud. Antonio lo vio y se dirigió a encontrarlo mientras Décimo Bruto le abría paso. En ese momento César divisó entre la gente a Espurina, lo llamó y le dijo: "hoy son los idus de marzo y no ha pasado nada" y Espurina le respondió: "Sí, pero no han pasado aún".
Artemidoro llegó donde estaba César y logró entregarle el rollo y decirle que lo leyera, César trató de abrir el rollo pero el gentío lo empujaba y lo llevaba en vilo hasta la entrada de la curia. Varios senadores le formaron un pasillo para que entrara a la sala. Antonio y Décimo Bruto iban detrás. Apareció Gayo Trebonio y lo cogió por el brazo y lo hizo a un lado por algo urgente. 
Roma, casa de Bruto, 15 de marzo, nueve de la mañana
Porcia se paseaba inquieta, quería saber el resultado de la acción, preguntó varias veces si había novedades del foro hasta que decidió enviar a un siervo a la curia para averiguara si había ocurrido algo, como este no regresaba envió a un segundo.
Se sintió tan mal que trató de llegar a su habitación y se desplomó al suelo. La siervas trataron de reanimarla, pero fue inútil. Porcia estaba inmóvil y pálida, sin signos de vida. Se propagó la noticia que había muerto y alguien partió a avisarle a Bruto. Momentos después Porcia se recuperó pero nadie le informó que la noticia de su muerte había sido transmitida a Bruto. 
Roma, jardines de César, 15 de marzo, nueve de la mañana
Publio Sextio llegó a la entrada de la villa, se identificó con su titulus y se presentó ante la reina. Cleopatra al verlo herido le dijo que sus médicos lo curarían. Publio le dijo que no tenía tiempo y le informó que tenía indicios que había en marcha una conjura para matar a César, Cleopatra le dijo que César en esos momentos estaba en una sesión del Senado. Publio se despidió y partió.
Cleopatra hizo que prepararan al niño y que su nave estuviese lista para zarpar en cualquier momento.
Roma, curia de Pompeyo, 15 de marzo, diez de la mañana
Marco Junio Bruto, miró a Casio y luego le dijo que tenían que actuar rápidamente. Llegó un mensajero preguntando por Bruto y le informó de que Porcia estaba muy mal, quizás muerta. Bruto quedó destrozado pero decidió que no podía abandonar a sus amigos en aquel momento.
César fue a sentarse cuando se le acercó Tilio Cimbro. Era por el exilio de su hermano. César le respondió que no haría nada. Cimbro lo agarró de la toga que resbaló de los hombros. Era la señal. Casca que estaba detrás le asestó el golpe. César gritó y con su estilo traspasó el brazo del atacante pero ya estaba rodeado por los conjurados quienes le asestaron múltiples golpes.
El Senado se llenó de gritos. Antonio que estaba con Gayo Trebonio huyó del lugar. Gayo Trebonio entró mientras César aun se defendía de los puñales de Poncio Aquila, Casio Longino, Casca, Cimbro, Ruga y el propio Trebonio. El último fue Marco Junio Bruto, en la ingle, César murmuró algo y se dejó caer a los pies de la estatua de Pompeyo. 
Los conjurados gritaban: "¡El tirano está muerto! ¡Sois libres!". Los senadores huyeron y los seguidores de los conjurados siguieron a Casio y a Bruto que cruzaron la ciudad gritando en dirección al Capitolio. Nadie se unió a ellos. El pueblo se encerró en sus casas, el terror cundió por todas partes. 
Roma, curia de Pompeyo, 15 de marzo, diez de la mañana
Publio Sextio llegó a la curia de Pompeyo y vio al pie de la estatua de Pompeyo el cuerpo desfigurado de César con sus ropas manchadas de sangre. Había silencio. Apareció Antistio y entraron tres siervos con una camilla plegable que siempre llevaban con la litera. Publio Sextio y Antistio levantaron el cuerpo, lo colocaron en la camilla y lo cubrieron con la toga empapada en sangre.
Octava milla de la vía Cassia, 15 de marzo, tres de la tarde
Rufo llegó a la carrera y se presentó al decurión de servicio y le dijo que llevaba un mensaje de servicio, de prioridad absoluta y máxima urgencia...y le dijo el mensaje y el decurión le respondió: "El águila está muerta".
Capítulo 20
Roma, isla Tiberina, 15 de marzo, cuatro de la tarde
Lépido se encontraba reunido con su estado mayor para analizar lo acontecido cuando llegó Marco Antonio; venía sucio y vestido como un pordiosero. Era el cónsul en funciones. Les contó que los conjurados habían creído que el pueblo los apoyaría, en cambio en el foro casi los habían linchado cuando se pusieron a despotricar contra César, tuvieron que huir al Capitolio donde se refugiaron y fueron asediados por el pueblo. No sabían que hacer. 
Lépido y Antonio intercambiaban opiniones acerca de como proceder, Lépido deseaba salir con su Legión a apresarlos pero Marco Antonio lo convenció de que lo más cuerdo era dar al pueblo la sensación de que ellos dominaban la situación, que no habría derramamiento de sangre ni represiones, esta era la herencia de César. Además Antonio propuso que mañana Lépido cenara con Bruto y él con Casio. Les dirían que compartían en parte  sus puntos de vista, pero que César era su amigo y tenían obligaciones que cumplir con el ejército y el pueblo. Finalmente Lépido aceptó con reticencia lo sugerido por Marco Antonio pues este era el cónsul en funciones.
Enviaron un manípulo de legionarios a custiodar la Regia, Antonio se cambió ropa y con una escolta se dirigió a la villa de César, estaba abandonada, se dirigió a las habitaciones de la servidumbre y con una llave abrió una puerta, dentro estaba Silio Salvidieno y le dijo: César está muerto, lo han asesinado esta mañana en la curia de Pompeyo, una conjura tramada por Bruto y Casio, no puede hacer nada.
Roma, colina del Capitolio, 15 de marzo, cinco de la tarde
Los conjurados no lo podían creer cuando vieron venir por la vía Sacra a Marco Antonio, el cónsul en ejercicio, precedido por la bandera de tregua y acompañado por dos hijos pequeños. Gayo Casca y su hermano Publio salieron a su encuentro precedidos también por la bandera de tregua. Cuando se encontraron, Antonio les dijo que era necesario evitar caer nuevamente en el desastre de la guerra civil, que la República debería ser restaurada por lo que les propuso que volvieran al Senado a debatir sobre el futuro del estado. Esa tarde esperaba a Casio a cenar y Bruto estaba invitado por Marco Emilio Lépido. Como garantía les dejaba sus hijos como rehenes. La proposición fue aceptada.
Roma, residencia del pontífice máximo, 15 de marzo, primer turno de guardia, siete de la tarde
Silio entró, en el salón de audiencias estaba el cuerpo de César. Antistio lo había hecho lavar y le había recompuesto la cara. Calpurnia estaba vestida de negro y lloraba en un rincón. Antistio tenía el rollo, ensangrentado, que había enviado Artemidoro con la lista completa de los conjurados y que César no había llegado a abrir. 
Antistio había contado veintitrés puñaladas, sólo una mortal, en el corazón. Sílio se sentó a llorar en los escalones de la Regia que daban a la vía Sacra, después de un rato vio a Marco Antonio y a Calpurnio Pisón, el suegro de César, que salían de la casa de las Vestales y luego se les unió un siervo con un carro que llevaba una caja. Antistio le dijo que era el testamento de César, el suegro era el ejecutor testamentario y el documento había estado custodiado por la virgen vestal máxima.
Roma, casa de Antonio, 15 de marzo, segundo turno de guardia, nueve de la noche
Como se había acordado, Antonio recibió a Casio  y en la isla Tiberina, Lépido a Bruto. Antonio le explicó a Casio que todo debería arreglarse, propondría una amnistía para los conjurados y se les asignarían cargos de gobierno a cambio pidió que le dejaran celebrar el funeral de César. Casio le respondió que lo conversaría con los suyos y se despidieron. No habían tocado la comida.
Puerto de Ostia, 15 de marzo, al final del segundo turno de guardia, medianoche
Antonio llegó al puerto y subió a la nave de Cleopatra, estaba a punto de zarpar. Cleopatra le agradeció que hubiese ido a despedirse. Antonio le dijo que César estaba siendo velado en su casa. Que los conjurados no tenían un plan, que los había convocado al Senado para mañana. Serían reducidos a la impotencia. Pronto habría un nuevo César. Cleopatra le respondió que cuando eso sucediera la fuera a ver. Antonio bajó a tierra y la nave zarpó.
Capítulo 21
Roma, templo de Tellus, 15 de marzo, siete de la mañana
Marco Antonio presidía la sesión, el clima era tenso y gélido. Los cesarianos indignados, los conjurados dichosos. Cicerón fue uno de los primeros en hablar, ensalzó a los que habían asesinado a César, le habían devuelto la libertad a la República, debían ser absueltos inmediatamente de la acusación de crimen, propuso votar una amnistía y que César fuera enterrado cuanto antes, en forma privada y de noche. Tomó la palabra por los cesarianos Munancio Planco para hacer constar el valor y generosidad de Marco Antonio, había dejado a sus hijos como rehenes para evitar las luchas y enfrentamientos y junto con pedir un elogio solemna para él pidió que este dijera lo que pensaba. La propuesta fue aprobada por unanimidad.
Marco Antonio tomó la palabra y dijo que él estaba de acuerdo en la amnistía, pero que no podía aceptar que César fuese enterrado de noche. César podría haberse equivocado pero siempre buscó negociar y dialogar y evitar que se derramase sangre romana. Luego enumeró todos lo que César había aportado para el engrandecimiento de Roma y finalmente obtuvo que se celebrase su funeral como correspondía y que en este se leyera su testamento. Bruto lo aprobó contra la opinión de sus amigos. 
Roma 16 al 20 de marzo
El cuerpo de César fue trasladado al Campo de Marte donde fue depositado en un féretro de marfil cerca de la tumba de su hija Julia. Detrás se levantó un edículo de madera dorada que reproducía el templo de Venus Genitrix, dentro se pusieron colgadas de una percha las ropas que llevaba el día del asesinato, de manera que mostraban todas las puñaladas y las manchas de sangre. Un manípulo de legionarios de la Novena legión, con equipo de guerra, custodiaba el lugar.
El pueblo desfilaba y dejaba los presentes que llevaban para que fuesen quemados en la pira funeraria. Los restos mortales permanecieron expuestos tres días, luego comenzó el funeral.El éretro fue llevado en andas por los magistrados en funciones y escoltado por cientos de legionarios con su uniforme de gala. Delante del cortejo dos soldados llevaban la percha con las ropas ensangrentadas de César. En un momento se levantó detrás del ataúd una imagen realizada en cera del cuerpo desnudo de César con las veintitrés puñaladas chorreando sangre. La pira se había levantado en una explanada muy cerca de la Regia. Un actor declamó los versos de un gran porta: "¡yo les perdoné a ellosla vida 
para que pudieran quitarme la mía!" El pueblo gritaba de indiganción contra los conjurados.
Marco Antonio subió a los Rostros, Bruto estaba escondido al fondo de la plaza y en ese momento se dio cuenta de que estallaría una nueva guerra civil. Antonio levantó su mano pidiendo silencio y dijo gritando: "¡He venido a enterrar a César!"